# Liste des matchs de l'équipe de la Barbade de football par adversaire
Cette liste présente les matchs de l'équipe de la Barbade de football par adversaire rencontré.
- Haut – A
- B
- C
- D
- E
- F
- G
- H
- I
- J
- K
- L
- M
- N
- O
- P
- Q
- R
- S
- T
- U
- V
- W
- X
- Y
- Z

## A

### Anguilla
Confrontations entre Anguilla et la Barbade en matchs officiels :
| # | Date              | Lieu           | Match              | Score | Compétition                                           |
| - | ----------------- | -------------- | ------------------ | ----- | ----------------------------------------------------- |
| 1 | 24 septembre 2006 | Saint John's   | Barbade - Anguilla | 7-1   | Coupe caribéenne 2007 (1er tour)                      |
| 2 | 30 mars 2021      | Saint-Domingue | Barbade - Anguilla | 1-0   | Qualifications pour la Coupe du monde 2022 (1er tour) |

| Rencontres | Victoire | Nul | Défaite | BM | BE |
| ---------- | -------- | --- | ------- | -- | -- |
| 2          | 2        | 0   | 0       | 8  | 1  |

### Antigua-et-Barbuda

#### Confrontations
Confrontations entre Antigua-et-Barbuda et la Barbade :
| # | Date              | Lieu           | Match                        | Score | Compétition                                      |
| - | ----------------- | -------------- | ---------------------------- | ----- | ------------------------------------------------ |
| 1 | 5 octobre 1975    | Saint John's   | Antigua-et-Barbuda - Barbade | 1-0   | Match amical                                     |
| 2 | 29 avril 1990     | Bridgetown     | Barbade - Antigua-et-Barbuda | 1-0   | Coupe caribéenne 1990 (Tour préliminaire)        |
| 3 | 10 mars 1999      | Pointe-à-Pitre | Barbade - Antigua-et-Barbuda | 2-0   | Coupe caribéenne 1999 (2e tour)                  |
| 4 | 29 février 2000   | Bridgetown     | Barbade - Antigua-et-Barbuda | 2-2   | Match amical                                     |
| 5 | 6 février 2005    | Bridgetown     | Barbade - Antigua-et-Barbuda | 3-2   | Match amical                                     |
| 6 | 22 septembre 2006 | Saint John's   | Antigua-et-Barbuda - Barbade | 1-3   | Coupe caribéenne 2007 (1er tour)                 |
| 7 | 13 janvier 2008   | Black Rock     | Barbade - Antigua-et-Barbuda | 3-2   | Match amical                                     |
| 8 | 2 février 2022    | Gros Islet     | Barbade - Antigua-et-Barbuda | 0-1   | Ligue des nations 2022-2023 (Ligue B - Groupe A) |
| 9 | 26 mars 2023      | North Sound    | Antigua-et-Barbuda - Barbade | 1-2   | Ligue des nations 2022-2023 (Ligue B - Groupe A) |

| Rencontres | Victoire | Nul | Défaite | BM | BE |
| ---------- | -------- | --- | ------- | -- | -- |
| 9          | 6        | 1   | 2       | 16 | 10 |

### Antilles néerlandaises
Confrontations entre les Antilles néerlandaises et la Barbade en matchs officiels :
| # | Date            | Lieu       | Match                            | Score | Compétition                               |
| - | --------------- | ---------- | -------------------------------- | ----- | ----------------------------------------- |
| 1 | 27 mars 1992    | Bridgetown | Barbade - Antilles néerlandaises | 1-0   | Coupe caribéenne 1992 (Tour préliminaire) |
| 2 | 23 octobre 2008 | La Havane  | Antilles néerlandaises - Barbade | 1-2   | Coupe caribéenne 2008 (2e tour)           |

| Rencontres | Victoire | Nul | Défaite | BM | BE |
| ---------- | -------- | --- | ------- | -- | -- |
| 2          | 2        | 0   | 0       | 3  | 1  |

### Aruba
| # | Date              | Lieu       | Match           | Score | Compétition                                           |
| - | ----------------- | ---------- | --------------- | ----- | ----------------------------------------------------- |
| 1 | 1er avril 2000    | Oranjestad | Aruba - Barbade | 1-3   | Qualifications pour la Coupe du monde 2002 (1er tour) |
| 2 | 16 avril 2000     | Bridgetown | Barbade - Aruba | 4-0   | Qualifications pour la Coupe du monde 2002 (1er tour) |
| 3 | 8 avril 2001      | Paramaribo | Barbade - Aruba | 5-2   | Coupe caribéenne 2001 (Tour préliminaire)             |
| 4 | 27 septembre 2012 | Bridgetown | Barbade - Aruba | 2-1   | Coupe caribéenne 2012 (1er tour)                      |
| 5 | 10 juin 2015      | Oranjestad | Aruba - Barbade | 0-2   | Qualifications pour la Coupe du monde 2018 (2e tour)  |
| 6 | 14 juin 2015      | Cave Hill  | Barbade - Aruba | 0-3   | Qualifications pour la Coupe du monde 2018 (2e tour)  |

| Rencontres | Victoire | Nul | Défaite | BM | BE |
| ---------- | -------- | --- | ------- | -- | -- |
| 8          | 7        | 0   | 1       | 16 | 7  |

## B

### Bahamas
Confrontations entre la Barbade et les Bahamas en matchs officiels :
| # | Date             | Lieu       | Match             | Score | Compétition                     |
| - | ---------------- | ---------- | ----------------- | ----- | ------------------------------- |
| 1 | 19 novembre 2006 | Bridgetown | Barbade - Bahamas | 2-1   | Coupe caribéenne 2007 (2e tour) |

| Rencontres | Victoire | Nul | Défaite | BM | BE |
| ---------- | -------- | --- | ------- | -- | -- |
| 1          | 0        | 0   | 1       | 1  | 2  |

### Belize
Confrontations entre le Belize et la Barbade en matchs officiels :
| # | Date        | Lieu       | Match            | Score | Compétition  |
| - | ----------- | ---------- | ---------------- | ----- | ------------ |
| 1 | 3 juin 2018 | Bridgetown | Barbade - Belize | 0-0   | Match amical |
| 2 | 4 août 2018 | San Pedro  | Belize - Barbade | 1-0   | Match amical |

| Rencontres | Victoire | Nul | Défaite | BM | BE |
| ---------- | -------- | --- | ------- | -- | -- |
| 2          | 0        | 1   | 1       | 0  | 1  |

### Bermudes
Confrontations entre les Bermudes et la Barbade en matchs officiels :
| #  | Date             | Lieu            | Match              | Score | Compétition                                          |
| -- | ---------------- | --------------- | ------------------ | ----- | ---------------------------------------------------- |
| 1  | 26 mai 1990      | Devonshire      | Bermudes - Barbade | 1-1   | Match amical                                         |
| 2  | 29 mai 1990      | Devonshire      | Bermudes - Barbade | 3-0   | Match amical                                         |
| 3  | 26 décembre 2003 | Devonshire      | Bermudes - Barbade | 1-2   | Match amical                                         |
| 4  | 1er janvier 2004 | Devonshire      | Bermudes - Barbade | 0-4   | Match amical                                         |
| 5  | 23 novembre 2006 | Bridgetown      | Barbade - Bermudes | 1-1   | Coupe caribéenne 2007 (2e tour)                      |
| 6  | 6 juin 2008      | Devonshire      | Bermudes - Barbade | 2-1   | Match amical                                         |
| 7  | 9 juin 2008      | Devonshire      | Bermudes - Barbade | 3-0   | Match amical                                         |
| 8  | 11 novembre 2011 | Devonshire      | Bermudes - Barbade | 2-1   | Qualifications pour la Coupe du monde 2014 (2e tour) |
| 9  | 14 novembre 2011 | Bridgetown      | Barbade - Bermudes | 1-2   | Qualifications pour la Coupe du monde 2014 (2e tour) |
| 10 | 28 octobre 2017  | Devonshire      | Bermudes - Barbade | 2-3   | Match amical                                         |
| 11 | 25 mars 2018     | Cave Hill       | Barbade - Bermudes | 0-0   | Match amical                                         |
| 12 | 2 juillet 2021   | Fort Lauderdale | Bermudes - Barbade | 8-1   | Qualifications pour la Gold Cup 2021 (2e tour)       |

| Rencontres | Victoire | Nul | Défaite | BM | BE |
| ---------- | -------- | --- | ------- | -- | -- |
| 12         | 3        | 3   | 6       | 15 | 25 |

### Bonaire
Confrontations entre Bonaire et la Barbade en matchs officiels :
| # | Date             | Lieu           | Match             | Score | Compétition                                             |
| - | ---------------- | -------------- | ----------------- | ----- | ------------------------------------------------------- |
| 1 | 7 septembre 2014 | Fort-de-France | Bonaire - Barbade | 1-4   | Qualifications pour la Coupe caribéenne 2014 (1er tour) |

| Rencontres | Victoire | Nul | Défaite | BM | BE |
| ---------- | -------- | --- | ------- | -- | -- |
| 1          | 1        | 0   | 0       | 4  | 1  |

## C

### Canada
Confrontations entre le Canada et la Barbade en matchs officiels :
| # | Date            | Lieu       | Match            | Score | Compétition  |
| - | --------------- | ---------- | ---------------- | ----- | ------------ |
| 1 | 18 janvier 2004 | Bridgetown | Barbade - Canada | 0-1   | Match amical |
| 2 | 7 janvier 2020  | Irvine     | Canada - Barbade | 4-1   | Match amical |
| 3 | 10 janvier 2020 | Irvine     | Canada - Barbade | 4-1   | Match amical |

| Rencontres | Victoire | Nul | Défaite | BM | BE |
| ---------- | -------- | --- | ------- | -- | -- |
| 3          | 0        | 0   | 3       | 2  | 9  |

### Costa Rica
Confrontations entre le Costa Rica et la Barbade en matchs officiels :
| # | Date             | Lieu       | Match                | Score | Compétition                                          |
| - | ---------------- | ---------- | -------------------- | ----- | ---------------------------------------------------- |
| 1 | 16 juillet 2000  | Bridgetown | Barbade - Costa Rica | 2-1   | Qualifications pour la Coupe du monde 2002 (2e tour) |
| 2 | 3 septembre 2000 | San José   | Costa Rica - Barbade | 3-0   | Qualifications pour la Coupe du monde 2002 (2e tour) |

| Rencontres | Victoire | Nul | Défaite | BM | BE |
| ---------- | -------- | --- | ------- | -- | -- |
| 2          | 1        | 0   | 1       | 2  | 4  |

### Cuba
Confrontations entre Cuba et la Barbade en matchs officiels :
| #  | Date            | Lieu             | Match          | Score         | Compétition                                            |
| -- | --------------- | ---------------- | -------------- | ------------- | ------------------------------------------------------ |
| 1  | 28 février 1974 | Saint-Domingue   | Cuba - Barbade | 2-0           | Jeux d’Amérique centrale et des Caraïbes (Demi-finale) |
| 2  | 27 mars 1983    | La Havane        | Cuba - Barbade | 2-0           | Tournoi pré-olympique 1984 (2e tour)                   |
| 3  | 10 avril 1983   | Bridgetown       | Barbade - Cuba | 0-0           | Tournoi pré-olympique 1984 (2e tour)                   |
| 4  | 7 mai 2000      | La Havane        | Cuba - Barbade | 1-1           | Qualifications pour la Coupe du monde 2002 (1er tour)  |
| 5  | 21 mai 2000     | Bridgetown       | Barbade - Cuba | 1-1 (5-4) tab | Qualifications pour la Coupe du monde 2002 (1er tour)  |
| 6  | 20 février 2005 | Bridgetown       | Barbade - Cuba | 0-3           | Coupe caribéenne 2005 (Tour final)                     |
| 7  | 25 octobre 2008 | La Havane        | Cuba - Barbade | 1-1           | Coupe caribéenne 2008 (2e tour)                        |
| 8  | 26 août 2018    | Bridgetown       | Barbade - Cuba | 0-0           | Match amical                                           |
| 9  | 29 août 2018    | Bridgetown       | Barbade - Cuba | 0-2           | Match amical                                           |
| 10 | 5 juin 2022     | Bridgetown       | Cuba - Barbade | 3-0           | Ligue des nations 2022-2023 (Ligue B - Groupe A)       |
| 11 | 23 mars 2023    | Santiago de Cuba | Barbade - Cuba | 0-1           | Ligue des nations 2022-2023 (Ligue B - Groupe A)       |

| Rencontres | Victoire | Nul | Défaite | BM | BE |
| ---------- | -------- | --- | ------- | -- | -- |
| 11         | 0        | 5   | 6       | 3  | 16 |

### Curaçao
Confrontations entre la Barbade et Curaçao en matchs officiels :
| # | Date         | Lieu      | Match             | Score | Compétition                                             |
| - | ------------ | --------- | ----------------- | ----- | ------------------------------------------------------- |
| 1 | 23 mars 2016 | Cave Hill | Barbade - Curaçao | 1-0   | Qualifications pour la Coupe caribéenne 2017 (1er tour) |

| Rencontres | Victoire | Nul | Défaite | BM | BE |
| ---------- | -------- | --- | ------- | -- | -- |
| 1          | 1        | 0   | 0       | 1  | 0  |

## D

### Dominique
Confrontations entre la Barbade et la Dominique en matchs officiels :
| #  | Date              | Lieu           | Match               | Score | Compétition                                           |
| -- | ----------------- | -------------- | ------------------- | ----- | ----------------------------------------------------- |
| 1  | 7 avril 1994      | Port-d'Espagne | Barbade - Dominique | 1-1   | Coupe caribéenne 1994 (Groupe A)                      |
| 2  | 14 mai 1996       | Roseau         | Dominique - Barbade | 0-1   | Qualifications pour la Coupe du monde 1998 (1er tour) |
| 3  | 19 mai 1996       | Bridgetown     | Barbade - Dominique | 1-0   | Qualifications pour la Coupe du monde 1998 (1er tour) |
| 4  | 12 mars 1999      | Pointe-à-Pitre | Barbade - Dominique | 3-1   | Coupe caribéenne 1999 (2e tour)                       |
| 5  | 12 mars 2004      | Bridgetown     | Barbade - Dominique | 2-1   | Match amical                                          |
| 6  | 17 septembre 2006 | Roseau         | Dominique - Barbade | 0-5   | Match amical                                          |
| 7  | 6 février 2008    | Roseau         | Dominique - Barbade | 1-1   | Qualifications pour la Coupe du monde 2010 (1er tour) |
| 8  | 26 mars 2008      | Bridgetown     | Barbade - Dominique | 1-0   | Qualifications pour la Coupe du monde 2010 (1er tour) |
| 9  | 25 septembre 2010 | Bridgetown     | Barbade - Dominique | 0-2   | Match amical                                          |
| 10 | 26 septembre 2010 | Bridgetown     | Barbade - Dominique | 1-3   | Match amical                                          |
| 11 | 23 septembre 2012 | Bridgetown     | Barbade - Dominique | 1-0   | Match amical                                          |
| 12 | 30 juin 2017      | Sauteurs       | Dominique - Barbade | 2-1   | Match amical                                          |
| 13 | 8 mars 2019       | Kingstown      | Dominique - Barbade | 0-2   | Match amical                                          |
| 14 | 8 mars 2019       | Saint-Domingue | Barbade - Dominique | 1-1   | Qualifications pour la Coupe du monde 2022 (1er tour) |

| Rencontres | Victoire | Nul | Défaite | BM | BE |
| ---------- | -------- | --- | ------- | -- | -- |
| 14         | 8        | 3   | 3       | 21 | 12 |

## E

### États-Unis
Confrontations entre les États-Unis et la Barbade en matchs officiels :
| # | Date             | Lieu        | Match                | Score | Compétition                                          |
| - | ---------------- | ----------- | -------------------- | ----- | ---------------------------------------------------- |
| 1 | 16 août 2000     | Miami       | États-Unis - Barbade | 3-0   | Tournoi pré-olympique 1972 (1er tour)                |
| 2 | 15 novembre 2000 | Bridgetown  | Barbade - États-Unis | 1-3   | Tournoi pré-olympique 1972 (1er tour)                |
| 3 | 16 août 2000     | Foxborough  | États-Unis - Barbade | 7-0   | Qualifications pour la Coupe du monde 2002 (2e tour) |
| 4 | 15 novembre 2000 | Bridgetown  | Barbade - États-Unis | 0-4   | Qualifications pour la Coupe du monde 2002 (2e tour) |
| 5 | 15 juin 2008     | Carson City | États-Unis - Barbade | 8-0   | Qualifications pour la Coupe du monde 2010 (2e tour) |
| 6 | 22 juin 2008     | Bridgetown  | Barbade - États-Unis | 0-1   | Qualifications pour la Coupe du monde 2010 (2e tour) |

| Rencontres | Victoire | Nul | Défaite | BM | BE |
| ---------- | -------- | --- | ------- | -- | -- |
| 6          | 0        | 0   | 6       | 1  | 26 |

## F

### Finlande
Confrontations entre la Barbade et la Finlande en matchs officiels :
| # | Date            | Lieu       | Match              | Score | Compétition  |
| - | --------------- | ---------- | ------------------ | ----- | ------------ |
| 1 | 26 janvier 2003 | Bridgetown | Barbade - Finlande | 0-0   | Match amical |

| Rencontres | Victoire | Nul | Défaite | BM | BE |
| ---------- | -------- | --- | ------- | -- | -- |
| 1          | 0        | 1   | 0       | 0  | 0  |

## G

### Grenade
Confrontations entre la Grenade et la Barbade en matchs officiels :
| #  | Date             | Lieu           | Match             | Score   | Compétition                                           |
| -- | ---------------- | -------------- | ----------------- | ------- | ----------------------------------------------------- |
| 1  | 23 mars 1992     | Bridgetown     | Barbade - Grenade | 1-1     | Coupe caribéenne 1992 (Tour préliminaire)             |
| 2  | 2 janvier 1994   | Bridgetown     | Barbade - Grenade | 0-0     | Match amical                                          |
| 3  | 27 janvier 1994  | Bridgetown     | Barbade - Grenade | 4-2 beo | Coupe caribéenne 1994 (Tour préliminaire)             |
| 4  | 2 avril 1997     | Port-d'Espagne | Barbade - Grenade | 1-1     | Coupe caribéenne 1997 (Tour préliminaire)             |
| 5  | 5 mars 2000      | Bridgetown     | Barbade - Grenade | 2-2     | Qualifications pour la Coupe du monde 2002 (1er tour) |
| 6  | 18 mars 2000     | Saint-Georges  | Grenade - Barbade | 2-3 ap  | Qualifications pour la Coupe du monde 2002 (1er tour) |
| 7  | 4 avril 2001     | Paramaribo     | Barbade - Grenade | 2-1     | Coupe caribéenne des nations 2001 (Tour préliminaire) |
| 8  | 11 novembre 2002 | Saint-Georges  | Grenade - Barbade | 0-2     | Qualifications pour la Gold Cup 2003 (2e tour)        |
| 9  | 11 janvier 2004  | Bridgetown     | Barbade - Grenade | 2-0     | Match amical                                          |
| 10 | 31 janvier 2004  | Saint-Georges  | Grenade - Barbade | 0-1     | Match amical                                          |
| 11 | 23 janvier 2005  | Bridgetown     | Barbade - Grenade | 3-0     | Match amical                                          |
| 12 | 5 novembre 2006  | Bridgetown     | Barbade - Grenade | 2-2     | Match amical                                          |
| 13 | 15 mars 2008     | Saint-Georges  | Grenade - Barbade | 1-1     | Match amical                                          |
| 14 | 7 décembre 2008  | Trelawny       | Grenade - Barbade | 4-2     | Coupe caribéenne 2008 (Groupe J)                      |
| 15 | 8 février 2009   | Bridgetown     | Barbade - Grenade | 5-0     | Match amical                                          |
| 16 | 6 juillet 2017   | Saint-Georges  | Grenade - Barbade | 0-2     | Match amical                                          |
| 17 | 4 mars 2019      | Kingstown      | Barbade - Grenade | 0-0     | Match amical                                          |
| 18 | 22 février 2023  | Sauteurs       | Grenade - Barbade | 1-1     | Match amical                                          |
| 19 | 24 février 2023  | Saint-Georges  | Grenade - Barbade | 2-2     | Match amical                                          |
| 20 | 26 février 2023  | Saint-Georges  | Grenade - Barbade | 2-2     | Match amical                                          |

| Rencontres | Victoire | Nul | Défaite | BM | BE |
| ---------- | -------- | --- | ------- | -- | -- |
| 20         | 9        | 10  | 1       | 38 | 21 |

### Guadeloupe
Confrontations entre la Guadeloupe et la Barbade en matchs officiels :
| # | Date             | Lieu           | Match                | Score | Compétition                                      |
| - | ---------------- | -------------- | -------------------- | ----- | ------------------------------------------------ |
| 1 | 3 juillet 1989   | Bridgetown     | Barbade - Guadeloupe | 1-0   | Coupe caribéenne 1989 (Groupe A)                 |
| 2 | 11 avril 1994    | Port-d'Espagne | Guadeloupe - Barbade | 2-2   | Coupe caribéenne 1994 (Groupe A)                 |
| 3 | 14 mars 1999     | Pointe-à-Pitre | Guadeloupe - Barbade | 1-0   | Coupe caribéenne 1999 (2e tour)                  |
| 4 | 13 novembre 2002 | Saint-Georges  | Barbade - Guadeloupe | 0-1   | Qualifications pour la Gold Cup 2003 (2e tour)   |
| 5 | 9 juin 2022      | Gros Islet     | Barbade - Guadeloupe | 0-1   | Ligue des nations 2022-2023 (Ligue B - Groupe A) |
| 6 | 12 juin 2022     | Les Abymes     | Guadeloupe - Barbade | 2-1   | Ligue des nations 2022-2023 (Ligue B - Groupe A) |

| Rencontres | Victoire | Nul | Défaite | BM | BE |
| ---------- | -------- | --- | ------- | -- | -- |
| 6          | 1        | 1   | 4       | 4  | 7  |

### Guatemala
Confrontations entre le Guatemala et la Barbade en matchs officiels :
| # | Date            | Lieu           | Match               | Score | Compétition                                          |
| - | --------------- | -------------- | ------------------- | ----- | ---------------------------------------------------- |
| 1 | 22 juillet 2000 | Quetzaltenango | Guatemala - Barbade | 2-0   | Qualifications pour la Coupe du monde 2002 (2e tour) |
| 2 | 8 octobre 2000  | Bridgetown     | Barbade - Guatemala | 1-3   | Qualifications pour la Coupe du monde 2002 (2e tour) |
| 3 | 25 mars 2007    | Bridgetown     | Barbade - Guatemala | 0-0   | Match amical                                         |

| Rencontres | Victoire | Nul | Défaite | BM | BE |
| ---------- | -------- | --- | ------- | -- | -- |
| 3          | 0        | 1   | 2       | 1  | 5  |

### Guyana et Guyane britannique

#### Confrontations
Confrontations entre la Barbade et la Guyane britannique puis le Guyana en matchs officiels :
| #  | Date             | Lieu           | Match                        | Score | Compétition                                          |
| -- | ---------------- | -------------- | ---------------------------- | ----- | ---------------------------------------------------- |
| 1  | mars 1931        | Georgetown     | Guyane britannique -Barbade  | 9-0   | Match amical                                         |
| 2  | mars 1931        | Georgetown     | Guyane britannique - Barbade | 7-0   | Match amical                                         |
| 3  | 19 avril 1932    | Bridgetown     | Barbade - Guyane britannique | 0-1   | Match amical                                         |
| 4  | 21 avril 1932    | Bridgetown     | Barbade - Guyane britannique | 2-2   | Match amical                                         |
| 5  | 25 octobre 1933  | Port-d'Espagne | Barbade - Guyane britannique | 0-2   | Match amical                                         |
| 6  | 3 novembre 1933  | Port-d'Espagne | Barbade - Guyane britannique | 2-5   | Match amical                                         |
| 7  | octobre 1944     |                | Barbade - Guyane britannique | 0-1   | Match amical                                         |
| 8  | 7 octobre 1944   | Port-d'Espagne | Barbade - Guyane britannique | 0-3   | Match amical                                         |
| 9  | 9 mars 1959      | Port-d'Espagne | Barbade - Guyane britannique | 2-1   | Match amical                                         |
| 10 | octobre 1977     | Georgetown     | Guyana - Barbade             | 0-0   | Match amical                                         |
| 11 | octobre 1977     | Linden         | Guyana - Barbade             | 2-0   | Match amical                                         |
| 12 | octobre 1977     | Georgetown     | Guyana - Barbade             | 0-0   | Match amical                                         |
| 13 | 1er mai 1978     | Bridgetown     | Barbade - Guyana             | 1-0   | Match amical                                         |
| 14 | 3 mai 1978       | Bridgetown     | Barbade - Guyana             | 3-0   | Match amical                                         |
| 15 | 24 avril 1983    | Bridgetown     | Barbade - Guyana             | 1-1   | Coupe caribéenne 1983 (Tour préliminaire)            |
| 16 | 8 mai 1983       | Georgetown     | Guyana - Barbade             | 2-0   | Coupe caribéenne 1983 (Tour préliminaire)            |
| 17 | juin 1986        | Georgetown     | Guyana - Barbade             | 2-1   | Match amical                                         |
| 18 | juin 1986        | Georgetown     | Guyana - Barbade             | 0-2   | Match amical                                         |
| 19 | 14 mars 1987     | Bridgetown     | Barbade - Guyana             | 2-2   | Match amical                                         |
| 20 | janvier 1992     | Georgetown     | Guyana - Barbade             | 0-2   | Match amical                                         |
| 21 | janvier 1992     | Georgetown     | Guyana - Barbade             | 0-2   | Match amical                                         |
| 22 | 14 mars 1993     | Georgetown     | Guyana - Barbade             | 0-3   | Coupe caribéenne 1993 (Tour préliminaire)            |
| 23 | 26 mars 1995     | Bridgetown     | Barbade - Guyana             | 3-0   | Coupe caribéenne 1995 (Tour préliminaire)            |
| 24 | 2 avril 1995     | Georgetown     | Guyana - Barbade             | 0-4   | Coupe caribéenne 1995 (Tour préliminaire)            |
| 25 | 6 avril 1997     | Port-d'Espagne | Guyana - Barbade             | 0-2   | Coupe caribéenne 1997 (Tour préliminaire)            |
| 26 | 28 février 1999  | Georgetown     | Guyana - Barbade             | 2-2   | Coupe caribéenne 1999 (Tour préliminaire)            |
| 27 | 6 mars 1999      | Bridgetown     | Barbade - Guyana             | 2-0   | Coupe caribéenne 1999 (Tour préliminaire)            |
| 28 | 23 mars 2001     | Georgetown     | Guyana - Barbade             | 2-2   | Match amical                                         |
| 29 | 25 mars 2001     | Georgetown     | Guyana - Barbade             | 1-2   | Match amical                                         |
| 30 | 15 février 2004  | Bridgetown     | Barbade - Guyana             | 0-2   | Match amical                                         |
| 31 | 13 février 2005  | Bridgetown     | Barbade - Guyana             | 3-3   | Match amical                                         |
| 32 | 3 septembre 2006 | Bridgetown     | Barbade - Guyana             | 0-1   | Match amical                                         |
| 33 | 20 mai 2011      | Linden         | Guyana - Barbade             | 1-0   | Match amical                                         |
| 34 | 22 mai 2011      | Providence     | Guyana - Barbade             | 3-2   | Match amical                                         |
| 35 | 29 mai 2011      | Bridgetown     | Barbade - Guyana             | 1-1   | Match amical                                         |
| 36 | 2 septembre 2011 | Providence     | Guyana - Barbade             | 2-0   | Qualifications pour la Coupe du monde 2014 (2e tour) |
| 37 | 7 octobre 2011   | Bridgetown     | Barbade - Guyana             | 0-2   | Qualifications pour la Coupe du monde 2014 (2e tour) |
| 38 | 1er février 2015 | Bridgetown     | Barbade - Guyana             | 2-2   | Match amical                                         |
| 39 | 6 septembre 2018 | Leonora        | Guyana - Barbade             | 3-0   | Qualifications pour la Gold Cup 2019                 |
| 40 | 30 janvier 2022  | Paramaribo     | Guyana - Barbade             | 0-0   | Match amical                                         |
| 41 | 27 mars 2022     | Port-d'Espagne | Barbade - Guyana             | 0-5   | Match amical                                         |

| Rencontres | Victoire | Nul | Défaite | BM | BE |
| ---------- | -------- | --- | ------- | -- | -- |
| 41         | 12       | 11  | 18      | 48 | 70 |

### Guyane
Confrontations entre la Barbade et la Guyane en matchs officiels :
| # | Date            | Lieu           | Match            | Score | Compétition                                            |
| - | --------------- | -------------- | ---------------- | ----- | ------------------------------------------------------ |
| 1 | 12 octobre 2014 | Port-au-Prince | Barbade - Guyane | 0-2   | Qualifications pour la Coupe caribéenne 2014 (2e tour) |
| 2 | 17 juin 2017    | Cayenne        | Guyane - Barbade | 3-0   | Match amical                                           |

| Rencontres | Victoire | Nul | Défaite | BM | BE |
| ---------- | -------- | --- | ------- | -- | -- |
| 2          | 0        | 0   | 2       | 0  | 5  |

## H

### Haïti
Confrontations entre la Barbade et Haïti en matchs officiels :
| # | Date            | Lieu           | Match           | Score | Compétition                                            |
| - | --------------- | -------------- | --------------- | ----- | ------------------------------------------------------ |
| 1 | 15 janvier 2007 | Port-d'Espagne | Barbade - Haïti | 0-2   | Coupe caribéenne 2007 (Groupe Sedley Joseph)           |
| 2 | 10 octobre 2014 | Port-au-Prince | Haïti - Barbade | 4-2   | Qualifications pour la Coupe caribéenne 2014 (2e tour) |

| Rencontres | Victoire | Nul | Défaite | BM | BE |
| ---------- | -------- | --- | ------- | -- | -- |
| 2          | 0        | 0   | 2       | 2  | 6  |

## I

### Îles Caïmans
Confrontations entre la Barbade et les Îles Caïmans en matchs officiels :
| # | Date             | Lieu        | Match                  | Score | Compétition                                      |
| - | ---------------- | ----------- | ---------------------- | ----- | ------------------------------------------------ |
| 1 | 12 mars 1993     | Georgetown  | Îles Caïmans - Barbade | 1-6   | Coupe caribéenne 1993 (Tour préliminaire)        |
| 2 | 8 septembre 2019 | George Town | Îles Caïmans - Barbade | 3-2   | Ligue des nations 2019-2020 (Ligue C - Groupe A) |
| 3 | 19 novembre 2019 | Bridgetown  | Barbade - Îles Caïmans | 3-0   | Ligue des nations 2019-2020 (Ligue C - Groupe A) |

| Rencontres | Victoire | Nul | Défaite | BM | BE |
| ---------- | -------- | --- | ------- | -- | -- |
| 3          | 2        | 0   | 1       | 11 | 4  |

### Îles Turques-et-Caïques
Confrontations entre la Barbade et les Îles Turques-et-Caïques en matchs officiels :
| # | Date         | Lieu       | Match                             | Score | Compétition  |
| - | ------------ | ---------- | --------------------------------- | ----- | ------------ |
| 1 | 19 mars 2021 | Punta Cana | Barbade - Îles Turques-et-Caïques | 2-0   | Match amical |

| Rencontres | Victoire | Nul | Défaite | BM | BE |
| ---------- | -------- | --- | ------- | -- | -- |
| 1          | 1        | 0   | 0       | 2  | 0  |

### Îles Vierges britanniques
Confrontations entre la Barbade et les Îles Vierges britanniques en matchs officiels :
| # | Date              | Lieu       | Match                               | Score | Compétition                     |
| - | ----------------- | ---------- | ----------------------------------- | ----- | ------------------------------- |
| 1 | 26 septembre 2008 | Basseterre | Îles Vierges britanniques - Barbade | 1-2   | Coupe caribéenne 2008 (2e tour) |

| Rencontres | Victoire | Nul | Défaite | BM | BE |
| ---------- | -------- | --- | ------- | -- | -- |
| 1          | 1        | 0   | 0       | 2  | 1  |

### Îles Vierges des États-Unis
Confrontations entre la Barbade et les Îles Vierges des États-Unis en matchs officiels :
| # | Date             | Lieu             | Match                                 | Score | Compétition                                           |
| - | ---------------- | ---------------- | ------------------------------------- | ----- | ----------------------------------------------------- |
| 1 | 22 mars 2015     | Bridgetown       | Barbade - Îles Vierges des États-Unis | 0-1   | Qualifications pour la Coupe du monde 2018 (1er tour) |
| 2 | 26 mars 2015     | Charlotte-Amélie | Îles Vierges des États-Unis - Barbade | 0-4   | Qualifications pour la Coupe du monde 2018 (1er tour) |
| 3 | 18 novembre 2018 | Bridgetown       | Barbade - Îles Vierges des États-Unis | 3-0   | Qualifications pour la Gold Cup 2019                  |
| 4 | 12 octobre 2019  | Bridgetown       | Barbade - Îles Vierges des États-Unis | 1-0   | Ligue des nations 2019-2020 (Ligue C - Groupe A)      |
| 5 | 15 octobre 2019  | Sainte-Croix     | Îles Vierges des États-Unis - Barbade | 0-4   | Ligue des nations 2019-2020 (Ligue C - Groupe A)      |

| Rencontres | Victoire | Nul | Défaite | BM | BE |
| ---------- | -------- | --- | ------- | -- | -- |
| 5          | 4        | 0   | 1       | 12 | 1  |

### Irlande du Nord
Confrontations entre la Barbade et l'Irlande du Nord en matchs officiels :
| # | Date        | Lieu       | Match                     | Score | Compétition  |
| - | ----------- | ---------- | ------------------------- | ----- | ------------ |
| 1 | 30 mai 2004 | Bridgetown | Barbade - Irlande du Nord | 1-1   | Match amical |

| Rencontres | Victoire | Nul | Défaite | BM | BE |
| ---------- | -------- | --- | ------- | -- | -- |
| 1          | 0        | 1   | 0       | 1  | 1  |

## J

### Jamaïque
Confrontations entre la Barbade et la Jamaïque en matchs officiels, :
| #  | Date            | Lieu           | Match              | Score       | Compétition                                           |
| -- | --------------- | -------------- | ------------------ | ----------- | ----------------------------------------------------- |
| 1  | 25 mai 1951     | Bridgetown     | Barbade - Jamaïque | 3-0         | Match amical                                          |
| 2  | 26 mai 1951     | Bridgetown     | Barbade - Jamaïque | 0-1         | Match amical                                          |
| 3  | 28 mai 1951     | Bridgetown     | Barbade - Jamaïque | 5-2         | Match amical                                          |
| 4  | 4 mars 1959     | Port-d'Espagne | Barbade - Jamaïque | 1-3         | Match amical                                          |
| 5  | 10 juillet 1988 | Kingston       | Jamaïque - Barbade | 0-0         | Match amical                                          |
| 6  | 10 juillet 1988 | Kingston       | Jamaïque - Barbade | 0-0         | Match amical                                          |
| 7  | 26 mars 1989    | Bridgetown     | Barbade - Jamaïque | 1-1         | Match amical                                          |
| 8  | 28 mars 1989    | Bridgetown     | Jamaïque - Barbade | 1-1         | Match amical                                          |
| 9  | 16 mars 1990    |                | Jamaïque - Barbade | 0-1         | Match amical                                          |
| 10 | 18 mars 1990    | Kingston       | Jamaïque - Barbade | 1-0         | Match amical                                          |
| 11 | 24 avril 1996   | Kingston       | Jamaïque - Barbade | 2-0         | Coupe caribéenne 1996 (Tour préliminaires)            |
| 12 | 28 avril 1996   | Bridgetown     | Barbade - Jamaïque | 2-0 3-4 tab | Coupe caribéenne 1996 (Tour préliminaires)            |
| 13 | 23 juin 1996    | Bridgetown     | Barbade - Jamaïque | 0-1         | Qualifications pour la Coupe du monde 1998 (1er tour) |
| 14 | 30 juin 1996    | Kingston       | Jamaïque - Barbade | 2-0         | Qualifications pour la Coupe du monde 1998 (1er tour) |
| 15 | 5 juillet 2000  | Kingston       | Jamaïque - Barbade | 5-0         | Match amical                                          |
| 16 | 19 mai 2001     | Port-d'Espagne | Jamaïque - Barbade | 2-1         | Coupe caribéenne 2001 (Groupe 1)                      |
| 17 | 9 novembre 2002 | Saint-Georges  | Jamaïque - Barbade | 1-1         | Qualifications pour la Gold Cup 2003 (2e tour)        |
| 18 | 12 janvier 2003 | Bridgetown     | Barbade - Jamaïque | 1-0         | Match amical                                          |
| 19 | 23 mars 2003    | Kingston       | Jamaïque - Barbade | 2-1         | Match amical                                          |
| 20 | 22 février 2005 | Bridgetown     | Barbade - Jamaïque | 0-1         | Coupe caribéenne 2005 (Tour final)                    |
| 21 | 3 décembre 2008 | Kingston       | Jamaïque - Barbade | 2-1         | Coupe caribéenne 2008 (Groupe J)                      |
| 22 | 2 mars 2014     | Bridgetown     | Barbade - Jamaïque | 0-2         | Match amical                                          |
| 23 | 20 août 2018    | Bridgetown     | Jamaïque - Barbade | 2-2         | Match amical                                          |

| Rencontres | Victoire | Nul | Défaite | BM | BE |
| ---------- | -------- | --- | ------- | -- | -- |
| 23         | 5        | 6   | 12      | 23 | 33 |

## M

### Martinique
Confrontations entre la Martinique et la Barbade en matchs officiels :
| # | Date             | Lieu           | Match                | Score | Compétition                                             |
| - | ---------------- | -------------- | -------------------- | ----- | ------------------------------------------------------- |
| 1 | 20 mars 1998     | Castries       | Barbade - Martinique | 1-4   | Coupe caribéenne 1998 (Tour préliminaire)               |
| 2 | 17 mai 2001      | Port-d'Espagne | Barbade - Martinique | 1-3   | Coupe caribéenne 2001 (Groupe 1)                        |
| 3 | 17 janvier 2007  | Port-d'Espagne | Barbade - Martinique | 2-3   | Coupe caribéenne 2007 (Groupe Sedley Joseph)            |
| 4 | 5 septembre 2014 | Rivière-Pilote | Martinique - Barbade | 3-2   | Qualifications pour la Coupe caribéenne 2014 (1er tour) |
| 5 | 26 mars 2017     | Cave Hill      | Barbade - Martinique | 2-1   | Match amical                                            |
| 6 | 22 février 2022  | Fort-de-France | Martinique - Barbade | 3-1   | Match amical                                            |

| Rencontres | Victoire | Nul | Défaite | BM | BE |
| ---------- | -------- | --- | ------- | -- | -- |
| 6          | 1        | 0   | 5       | 9  | 17 |

### Montserrat
Confrontations entre la Barbade et Montserrat en matchs officiels :
| # | Date           | Lieu      | Match                | Score | Compétition                      |
| - | -------------- | --------- | -------------------- | ----- | -------------------------------- |
| 1 | 8 octobre 2010 | Kingstown | Montserrat - Barbade | 0-5   | Coupe caribéenne 2010 (1er tour) |

| Rencontres | Victoire | Nul | Défaite | BM | BE |
| ---------- | -------- | --- | ------- | -- | -- |
| 1          | 1        | 0   | 0       | 5  | 0  |

## N

### Nicaragua
Confrontations entre la Barbade et le Nicaragua en matchs officiels :
| # | Date         | Lieu           | Match               | Score | Compétition                                              |
| - | ------------ | -------------- | ------------------- | ----- | -------------------------------------------------------- |
| 1 | 4 mars 1974  | Saint-Domingue | Barbade - Nicaragua | 1-0   | Jeux d’Amérique centrale et des Caraïbes 1974 (Groupe A) |
| 2 | 24 mars 2019 | Bridgetown     | Barbade - Nicaragua | 0-1   | Qualifications pour la Gold Cup 2019                     |

| Rencontres | Victoire | Nul | Défaite | BM | BE |
| ---------- | -------- | --- | ------- | -- | -- |
| 2          | 1        | 0   | 1       | 1  | 1  |

## P

### Panama
Confrontations entre la Barbade et Panama en matchs officiels
| # | Date         | Lieu           | Match            | Score | Compétition                                           |
| - | ------------ | -------------- | ---------------- | ----- | ----------------------------------------------------- |
| 1 | 25 mars 2021 | Saint-Domingue | Panama - Barbade | 1-0   | Qualifications pour la Coupe du monde 2022 (1er tour) |

| Rencontres | Victoire | Nul | Défaite | BM | BE |
| ---------- | -------- | --- | ------- | -- | -- |
| 1          | 0        | 0   | 1       | 0  | 1  |

### Porto Rico
Confrontations entre la Barbade et Porto Rico en matchs officiels :
| # | Date            | Lieu           | Match                | Score | Compétition                                              |
| - | --------------- | -------------- | -------------------- | ----- | -------------------------------------------------------- |
| 1 | 8 mars 1974     | Saint-Domingue | Barbade - Porto Rico | 2-0   | Jeux d’Amérique centrale et des Caraïbes 1974 (Groupe A) |
| 2 | 11 mars 1993    | Georgetown     | Porto Rico - Barbade | 1-0   | Coupe caribéenne 1993 (Tour préliminaire)                |
| 3 | 23 janvier 1994 | Bridgetown     | Barbade - Porto Rico | 0-1   | Coupe caribéenne 1994 (Tour préliminaire)                |

| Rencontres | Victoire | Nul | Défaite | BM | BE |
| ---------- | -------- | --- | ------- | -- | -- |
| 3          | 1        | 0   | 2       | 2  | 2  |

## R

### République dominicaine
Confrontations entre la République dominicaine et la Barbade en matchs officiels :
| # | Date              | Lieu           | Match                            | Score | Compétition                                             |
| - | ----------------- | -------------- | -------------------------------- | ----- | ------------------------------------------------------- |
| 1 | 25 septembre 2012 | Bridgetown     | Barbade - République dominicaine | 0-1   | Coupe caribéenne 2012 (1er tour)                        |
| 2 | 29 mars 2016      | Saint-Domingue | République dominicaine - Barbade | 2-0   | Qualifications pour la Coupe caribéenne 2017 (1er tour) |
| 3 | 4 juin 2021       | Saint-Domingue | République dominicaine - Barbade | 1-1   | Qualifications pour la Coupe du monde 2022 (1er tour)   |

| Rencontres | Victoire | Nul | Défaite | BM | BE |
| ---------- | -------- | --- | ------- | -- | -- |
| 3          | 0        | 1   | 2       | 1  | 4  |

## S

### Saint-Christophe-et-Niévès
Confrontations entre Saint-Christophe-et-Niévès et la Barbade en matchs officiels :
| #  | Date              | Lieu           | Match                                | Score | Compétition                                                      |
| -- | ----------------- | -------------- | ------------------------------------ | ----- | ---------------------------------------------------------------- |
| 1  | 12 mars 1995      | Bridgetown     | Barbade - Saint-Christophe-et-Niévès | 0-1   | Match amical                                                     |
| 2  | 1er mars 1998     | Bridgetown     | Barbade - Saint-Christophe-et-Niévès | 6-2   | Match amical                                                     |
| 3  | 17 février 2000   | Bridgetown     | Barbade - Saint-Christophe-et-Niévès | 1-0   | Match amical                                                     |
| 4  | 27 juillet 2002   | Basseterre     | Saint-Christophe-et-Niévès - Barbade | 3-0   | Match amical                                                     |
| 5  | 13 juin 2004      | Bridgetown     | Barbade - Saint-Christophe-et-Niévès | 0-2   | Qualifications pour la Coupe du monde 2006 (1er tour - 2e phase) |
| 6  | 19 juin 2004      | Basseterre     | Saint-Christophe-et-Niévès - Barbade | 3-2   | Qualifications pour la Coupe du monde 2006 (1er tour - 2e phase) |
| 7  | 20 septembre 2006 | Saint John's   | Barbade - Saint-Christophe-et-Niévès | 1-1   | Coupe caribéenne 2007 (1er tour)                                 |
| 8  | 28 septembre 2008 | Basseterre     | Saint-Christophe-et-Niévès - Barbade | 1-3   | Coupe caribéenne 2008 (1er tour)                                 |
| 9  | 6 octobre 2010    | Kingstown      | Barbade - Saint-Christophe-et-Niévès | 1-1   | Coupe caribéenne 2010 (1er tour)                                 |
| 10 | 8 octobre 2014    | Port-au-Prince | Saint-Christophe-et-Niévès - Barbade | 2-3   | Qualifications pour la Coupe caribéenne 2014 (2e tour)           |
| 11 | 10 mai 2015       | Bridgetown     | Barbade - Saint-Christophe-et-Niévès | 1-3   | Match amical                                                     |
| 12 | 6 mai 2017        | Basseterre     | Saint-Christophe-et-Niévès - Barbade | 2-1   | Match amical                                                     |

| Rencontres | Victoire | Nul | Défaite | BM | BE |
| ---------- | -------- | --- | ------- | -- | -- |
| 12         | 4        | 2   | 6       | 19 | 21 |

### Saint-Martin
Confrontations entre Saint-Martin et la Barbade en matchs officiels :
| # | Date             | Lieu       | Match                  | Score | Compétition                                      |
| - | ---------------- | ---------- | ---------------------- | ----- | ------------------------------------------------ |
| 1 | 5 septembre 2019 | Bridgetown | Barbade - Saint-Martin | 4-0   | Ligue des nations 2019-2020 (Ligue C - Groupe A) |
| 2 | 16 novembre 2019 | The Valley | Saint-Martin - Barbade | 1-0   | Ligue des nations 2019-2020 (Ligue C - Groupe A) |

| Rencontres | Victoire | Nul | Défaite | BM | BE |
| ---------- | -------- | --- | ------- | -- | -- |
| 2          | 1        | 0   | 1       | 1  | 4  |

### Saint-Vincent-et-les-Grenadines
Confrontations entre Saint-Vincent-et-les-Grenadines et la Barbade en matchs officiels :
| #  | Date               | Lieu           | Match                                     | Score | Compétition                               |
| -- | ------------------ | -------------- | ----------------------------------------- | ----- | ----------------------------------------- |
| 1  | 4 janvier 1987     | Bridgetown     | Barbade - Saint-Vincent-et-les-Grenadines | 3-0   | Match amical                              |
| 2  | 27 juillet 1990    | Port-d'Espagne | Barbade - Saint-Vincent-et-les-Grenadines | 3-2   | Coupe caribéenne 1990 (Groupe B)          |
| 3  | 8 mars 1992        | Bridgetown     | Barbade - Saint-Vincent-et-les-Grenadines | 2-3   | Coupe caribéenne 1992 (Tour préliminaire) |
| 4  | 27 mars 1994       | Bridgetown     | Barbade - Saint-Vincent-et-les-Grenadines | 2-0   | Match amical                              |
| 5  | 19 novembre 1995   | Roseau         | Saint-Vincent-et-les-Grenadines - Barbade | 2-0   | Match amical                              |
| 6  | 22 mars 1998       | Castries       | Barbade - Saint-Vincent-et-les-Grenadines | 4-3   | Coupe caribéenne 1998 (Tour préliminaire) |
| 7  | 10 juin 2000       | Kingstown      | Saint-Vincent-et-les-Grenadines - Barbade | 1-0   | Match amical                              |
| 8  | 31 janvier 2005    | Bridgetown     | Barbade - Saint-Vincent-et-les-Grenadines | 3-1   | Match amical                              |
| 9  | 10 septembre 2006  | Bridgetown     | Barbade - Saint-Vincent-et-les-Grenadines | 1-1   | Match amical                              |
| 10 | 21 novembre 2006   | Bridgetown     | Barbade - Saint-Vincent-et-les-Grenadines | 3-0   | Coupe caribéenne 2007 (2e tour)           |
| 11 | 13 mars 2008       | Kingstown      | Saint-Vincent-et-les-Grenadines - Barbade | 0-2   | Match amical                              |
| 12 | 10 octobre 2010    | Kingstown      | Saint-Vincent-et-les-Grenadines - Barbade | 0-0   | Coupe caribéenne 2010 (1er tour)          |
| 13 | 27 mai 2011        | Bridgetown     | Barbade - Saint-Vincent-et-les-Grenadines | 0-0   | Match amical                              |
| 14 | 1er septembre 2012 | Kingstown      | Saint-Vincent-et-les-Grenadines - Barbade | 2-0   | Match amical                              |
| 15 | 2 septembre 2012   | Kingstown      | Saint-Vincent-et-les-Grenadines - Barbade | 1-1   | Match amical                              |
| 16 | 6 mars 2015        | Bridgetown     | Barbade - Saint-Vincent-et-les-Grenadines | 3-1   | Match amical                              |
| 17 | 8 mars 2015        | Bridgetown     | Barbade - Saint-Vincent-et-les-Grenadines | 2-2   | Match amical                              |
| 18 | 28 août 2015       | Kingstown      | Saint-Vincent-et-les-Grenadines - Barbade | 2-2   | Match amical                              |
| 19 | 4 juillet 2017     | Saint-Georges  | Saint-Vincent-et-les-Grenadines - Barbade | 4-2   | Match amical                              |
| 20 | 30 septembre 2018  | Georgetown     | Saint-Vincent-et-les-Grenadines - Barbade | 1-1   | Match amical                              |
| 21 | 28 février 2019    | Kingstown      | Saint-Vincent-et-les-Grenadines - Barbade | 2-0   | Match amical                              |

| Rencontres | Victoire | Nul | Défaite | BM | BE |
| ---------- | -------- | --- | ------- | -- | -- |
| 21         | 8        | 7   | 6       | 34 | 28 |

### Sainte-Lucie
Confrontations entre Sainte-Lucie et la Barbade en matchs officiels, :
| # | Date            | Lieu       | Match                  | Score | Compétition                               |
| - | --------------- | ---------- | ---------------------- | ----- | ----------------------------------------- |
| 1 | 13 janvier 1985 | Bridgetown | Barbade - Sainte-Lucie | 4-1   | Match amical                              |
| 2 | 15 avril 1990   | Bridgetown | Barbade - Sainte-Lucie | 1-0   | Match amical                              |
| 3 | 30 avril 1995   | Bridgetown | Barbade - Sainte-Lucie | 1-1   | Coupe caribéenne 1995 (Tour préliminaire) |
| 4 | 7 mai 1995      | Vieux Fort | Sainte-Lucie - Barbade | 2-1   | Coupe caribéenne 1995 (Tour préliminaire) |
| 5 | 18 mars 1998    | Castries   | Sainte-Lucie - Barbade | 2-1   | Coupe caribéenne 1998 (Tour préliminaire) |
| 6 | 6 octobre 2002  | Bridgetown | Barbade - Sainte-Lucie | 3-2   | Match amical                              |
| 7 | 21 août 2011    | Bridgetown | Barbade - Sainte-Lucie | 4-0   | Match amical                              |
| 8 | 3 juillet 2017  | Bridgetown | Barbade - Sainte-Lucie | 1-1   | Match amical                              |
| 9 | 6 mars 2019     | Kingstown  | Sainte-Lucie - Barbade | 0-2   | Match amical                              |

| Rencontres | Victoire | Nul | Défaite | BM | BE |
| ---------- | -------- | --- | ------- | -- | -- |
| 9          | 5        | 2   | 2       | 18 | 9  |

### Salvador
Confrontations entre le Salvador et la Barbade en matchs officiels.
| # | Date            | Lieu         | Match              | Score | Compétition                           |
| - | --------------- | ------------ | ------------------ | ----- | ------------------------------------- |
| 1 | 21 juillet 1971 | Bridgetown   | Barbade - Salvador | 0-3   | Tournoi pré-olympique 1972 (1er tour) |
| 2 | 28 juillet 1971 | San Salvador | Salvador - Barbade | 4-2   | Tournoi pré-olympique 1972 (1er tour) |
| 3 | 13 octobre 2018 | San Salvador | Salvador - Barbade | 3-0   | Qualifications pour la Gold Cup 2019  |

| Rencontres | Victoire | Nul | Défaite | BM | BE |
| ---------- | -------- | --- | ------- | -- | -- |
| 3          | 0        | 0   | 3       | 2  | 10 |

### Suède
Confrontations entre la Barbade et la Suède en matchs officiels :
| # | Date             | Lieu       | Match           | Score | Compétition  |
| - | ---------------- | ---------- | --------------- | ----- | ------------ |
| 1 | 19 novembre 1983 | Bridgetown | Barbade - Suède | 0-4   | Match amical |

| Rencontres | Victoire | Nul | Défaite | BM | BE |
| ---------- | -------- | --- | ------- | -- | -- |
| 1          | 0        | 0   | 1       | 0  | 4  |

### Suriname
Confrontations entre la Barbade et le Suriname en matchs officiels :
| # | Date             | Lieu           | Match              | Score | Compétition                               |
| - | ---------------- | -------------- | ------------------ | ----- | ----------------------------------------- |
| 1 | 7 mai 1979       | Bridgetown     | Barbade - Suriname | 1-2   | Tournoi pré-olympique 1980 (1er tour)     |
| 2 | 27 mai 1979      | Paramaribo     | Suriname - Barbade | 5-1   | Tournoi pré-olympique 1980 (1er tour)     |
| 3 | 17 mai 1990      | Bridgetown     | Barbade - Suriname | 5-0   | Match amical                              |
| 4 | 6 avril 2001     | Paramaribo     | Suriname - Barbade | 2-2   | Coupe caribéenne 2001 (Tour préliminaire) |
| 5 | 23 octobre 2008  | La Havane      | Barbade - Suriname | 3-2   | Coupe caribéenne 2008 (2e tour)           |
| 6 | 3 septembre 2014 | Fort-de-France | Barbade - Suriname | 1-1   | Coupe caribéenne 2014 (1er tour)          |
| 7 | 28 janvier 2022  | Paramaribo     | Suriname - Barbade | 1-0   | Match amical                              |

| Rencontres | Victoire | Nul | Défaite | BM | BE |
| ---------- | -------- | --- | ------- | -- | -- |
| 7          | 2        | 2   | 3       | 13 | 13 |

## T

### Trinité-et-Tobago
Confrontations entre la Barbade et Trinité-et-Tobago en matchs officiels, :
| #  | Date              | Lieu           | Match                       | Score         | Compétition                                           |
| -- | ----------------- | -------------- | --------------------------- | ------------- | ----------------------------------------------------- |
| 1  | 20 avril 1929     |                | Barbade - Trinité-et-Tobago | 3-0           | Match amical                                          |
| 2  | 22 avril 1929     |                | Barbade - Trinité-et-Tobago | 2-0           | Match amical                                          |
| 3  | 24 avril 1929     |                | Barbade - Trinité-et-Tobago | 2-1           | Match amical                                          |
| 4  | 6 mars 1931       | Georgetown     | Barbade - Trinité-et-Tobago | 1-5           | Match amical                                          |
| 5  | 9 mars 1931       | Georgetown     | Barbade - Trinité-et-Tobago | 1-7           | Match amical                                          |
| 6  | 17 avril 1932     | Bridgetown     | Barbade - Trinité-et-Tobago | 1-0           | Match amical                                          |
| 7  | 26 avril 1932     | Bridgetown     | Barbade - Trinité-et-Tobago | 1-3           | Match amical                                          |
| 8  | 23 octobre 1933   | Port-d'Espagne | Trinité-et-Tobago - Barbade | 8-4           | Match amical                                          |
| 9  | 30 octobre 1933   | Port-d'Espagne | Trinité-et-Tobago - Barbade | 3-1           | Match amical                                          |
| 10 | 5 novembre 1933   | Port-d'Espagne | Trinité-et-Tobago - Barbade | 6-0           | Match amical                                          |
| 11 | 11 avril 1942     |                | Barbade - Trinité-et-Tobago | 3-3           | Match amical                                          |
| 12 | 1944              | Bridgetown     | Barbade - Trinité-et-Tobago | 1-1           | Match amical                                          |
| 13 | 1944              | Bridgetown     | Barbade - Trinité-et-Tobago | 1-1           | Match amical                                          |
| 14 | 1944              | Port-d'Espagne | Trinité-et-Tobago - Barbade | 5-0           | Match amical                                          |
| 15 | 1944              | Bridgetown     | Barbade - Trinité-et-Tobago | 1-4           | Match amical                                          |
| 16 | 5 octobre 1944    | Port-d'Espagne | Trinité-et-Tobago - Barbade | 3-0           | Match amical                                          |
| 17 | 10 octobre 1944   | Port-d'Espagne | Trinité-et-Tobago - Barbade | 6-1           | Match amical                                          |
| 18 | 2 mars 1959       | Port-d'Espagne | Trinité-et-Tobago - Barbade | 2-0           | Match amical                                          |
| 19 | 12 avril 1975     | Bridgetown     | Barbade - Trinité-et-Tobago | 1-1           | Tournoi pré-olympique 1976 (Tour préliminaire)        |
| 20 | 29 avril 1975     | Port-d'Espagne | Trinité-et-Tobago - Barbade | 0-0           | Tournoi pré-olympique 1976 (Tour préliminaire)        |
| 21 | 25 mai 1975       | Bridgetown     | Barbade - Trinité-et-Tobago | 1-3           | Tournoi pré-olympique 1976 (Tour préliminaire)        |
| 22 | 15 août 1976      | Bridgetown     | Barbade - Trinité-et-Tobago | 2-1           | Championnat de la CONCACAF 1977 (1er tour)            |
| 23 | 31 août 1976      | Port-d'Espagne | Trinité-et-Tobago - Barbade | 1-0           | Championnat de la CONCACAF 1977 (1er tour)            |
| 24 | 14 septembre 1976 | Bridgetown     | Barbade - Trinité-et-Tobago | 1-3           | Championnat de la CONCACAF 1977 (1er tour)            |
| 25 | mars 1979         | Bridgetown     | Barbade - Trinité-et-Tobago | 2-2           | Match amical                                          |
| 26 | 5 juillet 1981    | Bridgetown     | Barbade - Trinité-et-Tobago | 1-1           | Coupe caribéenne 1981 (2e tour)                       |
| 27 | 17 juillet 1981   | Port-d'Espagne | Trinité-et-Tobago - Barbade | 1-1 (4-2) tab | Coupe caribéenne 1981 (2e tour)                       |
| 28 | 4 novembre 1981   | Arima          | Trinité-et-Tobago - Barbade | 2-1           | Match amical                                          |
| 29 | 6 novembre 1981   | Port-d'Espagne | Trinité-et-Tobago - Barbade | 0-0           | Match amical                                          |
| 30 | 10 mai 1987       | Port-d'Espagne | Trinité-et-Tobago - Barbade | 2-0           | Tournoi pré-olympique 1988 (1er tour)                 |
| 31 | 24 mai 1987       | Bridgetown     | Barbade - Trinité-et-Tobago | 1-1           | Tournoi pré-olympique 1988 (1er tour)                 |
| 32 | 29 novembre 1987  | Bridgetown     | Barbade - Trinité-et-Tobago | 0-4           | Coupe caribéenne 1988 (Tour préliminaire)             |
| 33 | 6 décembre 1987   | Port-d'Espagne | Trinité-et-Tobago - Barbade | 5-1           | Coupe caribéenne 1988 (Tour préliminaire)             |
| 34 | 5 juillet 1989    | Bridgetown     | Barbade - Trinité-et-Tobago | 0-3           | Coupe caribéenne 1989 (Groupe A)                      |
| 35 | 19 avril 1992     | Bridgetown     | Barbade - Trinité-et-Tobago | 1-2           | Qualifications pour la Coupe du monde 1994 (1er tour) |
| 36 | 31 mai 1992       | Port-d'Espagne | Trinité-et-Tobago - Barbade | 3-0           | Qualifications pour la Coupe du monde 1994 (1er tour) |
| 37 | 9 avril 1994      | Port-d'Espagne | Trinité-et-Tobago - Barbade | 2-0           | Coupe caribéenne 1994 (Groupe A)                      |
| 38 | 13 juin 1996      | Bridgetown     | Barbade - Trinité-et-Tobago | 0-4           | Match amical                                          |
| 39 | 4 avril 1997      | Palo Seco      | Trinité-et-Tobago - Barbade | 0-1           | Match amical                                          |
| 40 | 2 juillet 1997    | Bridgetown     | Barbade - Trinité-et-Tobago | 1-1           | Match amical                                          |
| 41 | 5 janvier 1998    | Bridgetown     | Barbade - Trinité-et-Tobago | 0-1           | Match amical                                          |
| 42 | 29 juin 2000      | Bridgetown     | Barbade - Trinité-et-Tobago | 0-0           | Match amical                                          |
| 43 | 15 mai 2001       | Arima          | Trinité-et-Tobago - Barbade | 5-0           | Coupe caribéenne 2001 (Groupe 1)                      |
| 44 | 25 juillet 2002   | Basseterre     | Trinité-et-Tobago - Barbade | 0-0           | Match amical                                          |
| 45 | 24 février 2005   | Bridgetown     | Barbade - Trinité-et-Tobago | 2-3           | Coupe caribéenne 2005 (Tour final)                    |
| 46 | 12 janvier 2007   | Port-d'Espagne | Trinité-et-Tobago - Barbade | 1-1           | Coupe caribéenne 2007 (Groupe Sedley Joseph)          |
| 47 | 11 mai 2008       | Tunapuna       | Trinité-et-Tobago - Barbade | 3-0           | Match amical                                          |
| 48 | 5 décembre 2008   | Montego Bay    | Barbade - Trinité-et-Tobago | 1-2           | Coupe caribéenne 2008 (Groupe J)                      |
| 49 | 6 septembre 2011  | Bridgetown     | Barbade - Trinité-et-Tobago | 0-2           | Qualifications pour la Coupe du monde 2014 (2e tour)  |
| 50 | 11 octobre 2011   | Port-d'Espagne | Trinité-et-Tobago - Barbade | 4-0           | Qualifications pour la Coupe du monde 2014 (2e tour)  |
| 51 | 10 mars 2017      | Couva          | Trinité-et-Tobago - Barbade | 2-0           | Match amical                                          |
| 52 | 25 mars 2022      | Port-d'Espagne | Trinité-et-Tobago - Barbade | 9-0           | Match amical                                          |

| Rencontres | Victoire | Nul | Défaite | BM | BE  |
| ---------- | -------- | --- | ------- | -- | --- |
| 52         | 6        | 14  | 32      | 42 | 132 |